# Moraea longifolia
Moraea longifolia là một loài thực vật có hoa trong họ Diên vĩ. Loài này được (Jacq.) Pers. miêu tả khoa học đầu tiên năm 1805.